# Revueltas burguesas de Sahagún
Se conocen con el nombre de revueltas burguesas de Sahagún a las rebeliones y desórdenes protagonizados por los burgueses de la villa de Sahagún en los siglos XII y XIII. Podemos determinar dos revueltas:
- La Primera Revuelta de Sahagún, que se desarrolla entre los años 1111 y 1116.
- La Segunda Revuelta de Sahagún, ya en el siglo XIII.

## La Primera Revuelta de Sahagún

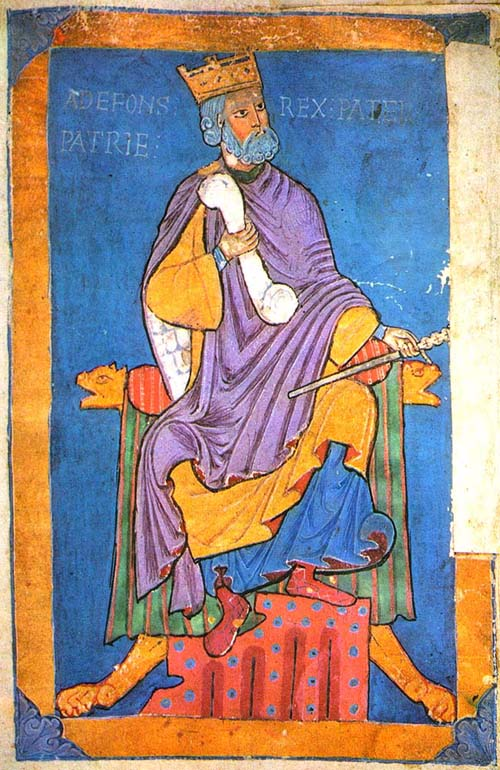
En 1085, Alfonso VI concedió un fuero a la entonces villa de San Facundo.

Y la más importante de ambas. Se desarrolló entre los años 1111 y 1116 y tuvo como telón de fondo la guerra que libraban la reina Urraca de León y Castilla y Alfonso I de Aragón el Batallador.
A comienzo del siglo XII la villa de Sahagún vive una época de expansión y crecimiento, gracias sobre todo a su situación en el Camino de Santiago y al Fuero de Sahagún concedido por el rey Alfonso VI, cuyo principal objetivo era atraer población a la villa mediante la concesión de garantías y exenciones fiscales, aunque reconociendo el poder ejecutivo y judicial del abad del Monasterio.
La burguesía, favorecida por estas circunstancias, disfrutó de una gran prosperidad durante los últimos años del siglo XI; sus riquezas crecían, pero seguía siendo el Monasterio el que controlaba todos los aspectos políticos y legislativos de la villa, por lo que el descontento comenzó a cundir entre los habitantes de Sahagún.

### La guerra de León
En el año 1109 se celebró el matrimonio entre Alfonso I de Aragón y Urraca de León. Urraca, hija de Alfonso VI, ya tenía un hijo de su anterior matrimonio con Raimundo de Borgoña, que se convertiría en el futuro emperador Alfonso VII.
Alfonso VII había sido enviado para su educación a Galicia, bajo la tutela de Pedro Froilaz, conde de Traba. El nuevo matrimonio de Urraca no era bien visto por la nobleza leonesa, que temía que el matrimonio con el monarca aragonés podría perjudicar sus intereses.
Ante esta situación, un amplio sector de la nobleza, con Pedro Froilaz al frente, se sublevó contra los nuevos monarcas, proclamando rey de León a Alfonso VII. Los monarcas reaccionaron cargando contra Galicia en el verano de 1110, aunque los desacuerdos entre ellos provocaron el que cada uno volviera por separado de la campaña y Urraca se refugiase en Sahagún, donde el arzobispo Bernardo le hizo entrega de la notificación papal que anulaba su matrimonio con Alfonso por consanguinidad, tras lo que partió hacia León.

### Estallido de la revuelta

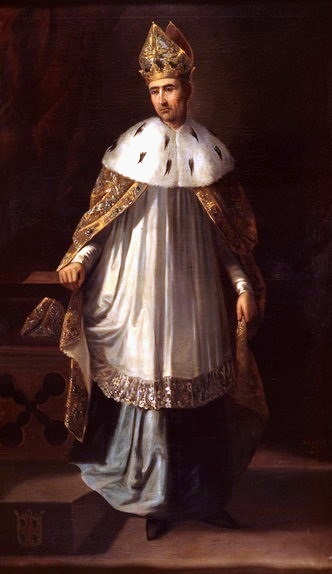
Retrato imaginario de Ramiro II de Aragón, de Manuel Aguirre y Monsalbe. Ca. 1851-1854. (Diputación Provincial de Zaragoza).

Mientras tanto, las tropas aragonesas procedentes de Galicia habían llegado a Sahagún, y los burgueses de la villa pidieron su ayuda contra el abad don Diego, consiguiendo poner en fuga al abad, que tuvo que refugiarse en la iglesia. 
Poco después, al descontento de los burgueses se unió el de los labradores. De hecho, en una ocasión en que el abad don Diego se encontraba en Grajal, a escasos kilómetros de Sahagún, éste tuvo que salir huyendo para salvar la vida, permaneciendo oculto durante varios meses.
Una vez que la situación se hubo calmado, don Diego volvió a Sahagún y renunció a su cargo, que fue entregado a don Domingo, con el arzobispo Bernardo de testigo. Pero, entretanto, los burgueses habían recurrido nuevamente a Alfonso I que se presentó en Sahagún con sus tropas, ocupó la villa y nombró abad a su hermano Ramiro (el futuro Ramiro II el Monje), que accedió a las peticiones de los burgueses. Estamos a 11 de marzo de 1111.
Sin embargo, a finales de 1111, se producen nuevos enfrentamientos en la villa, esta vez entre burgueses y labradores. Tras los éxitos iniciales, los burgueses trataban ahora de apropiarse de los terrenos propiedad del monasterio, a lo que se oponían los campesinos, que temían por la seguridad de sus medios de subsistencia. Todo esto llevó a violentos enfrentamientos entre ambos grupos, mientras que los representantes impuestos por Alfonso I de Aragón permanecían al margen de estos sucesos.
Finalmente, el abad don Domingo pudo regresar al Monasterio en 1114. Y poco después, tras mantener una entrevista con los rebeldes, la reina Urraca consiguió restablecer la paz en la villa, concluyendo la primera revuelta burguesa.
No obstante, los burgueses tuvieron que esperar hasta que Alfonso VII de León promulgara los nuevos fueros en 1152 para tener, por fin, el reconocimiento legal a las conquistas por las que habían luchado.

## La Segunda Revuelta de Sahagún

### Primeros conatos
Esta Segunda Revuelta tiene lugar ya a mediados del siglo XIII, y en ella jugará un papel muy destacado Ruy Fernández de Sahagún, que llegaría a ocupar el cargo de juez de la corte de Alfonso X el Sabio. Todo parece comenzar como un enfrentamiento personal entre Ruy Fernández y el abad Guillermo II de la Calzada acerca de los terrenos donde se está edificando el Hospital de Peregrinos en torno a 1231. Ante las repetidas quejas del abad a causa de las amenazas y agresiones de Ruy Fernández, Fernando III encomienda a su Alguacil Mayor Álvaro Rodríguez la detención de los cabecillas. Finalmente, la cuestión se resuelve mediante una sanción de 5000 maravedíes. La reina Beatriz de Suabia, esposa de Fernando, toma el hospital bajo su protección. No obstante, seguirán produciéndose altercados entre las partes durante los años siguientes.

### El episodio de 1245
En 1245 los burgueses acusaron al abad de apacentar sus rebaños en tierras comunales, elevando las protestas al rey. Para defenderse de las acusaciones, el abad don García de Cea viaja hasta Sevilla, donde se encontraba en aquellos momentos la corte de Fernando III, que vuelve a fallar de nuevo a favor del monasterio, decretando la confiscación de los bienes de los burgueses, la encarcelación de los culpables en la Torre del Oro y el pago de 10 000 maravedíes al monasterio en concepto de indemnización.

### Los acontecimientos de 1252
A la muerte de Fernando III en 1252, le sucedió su hijo Alfonso X, y los amotinados fueron puestos en libertad en 1245.

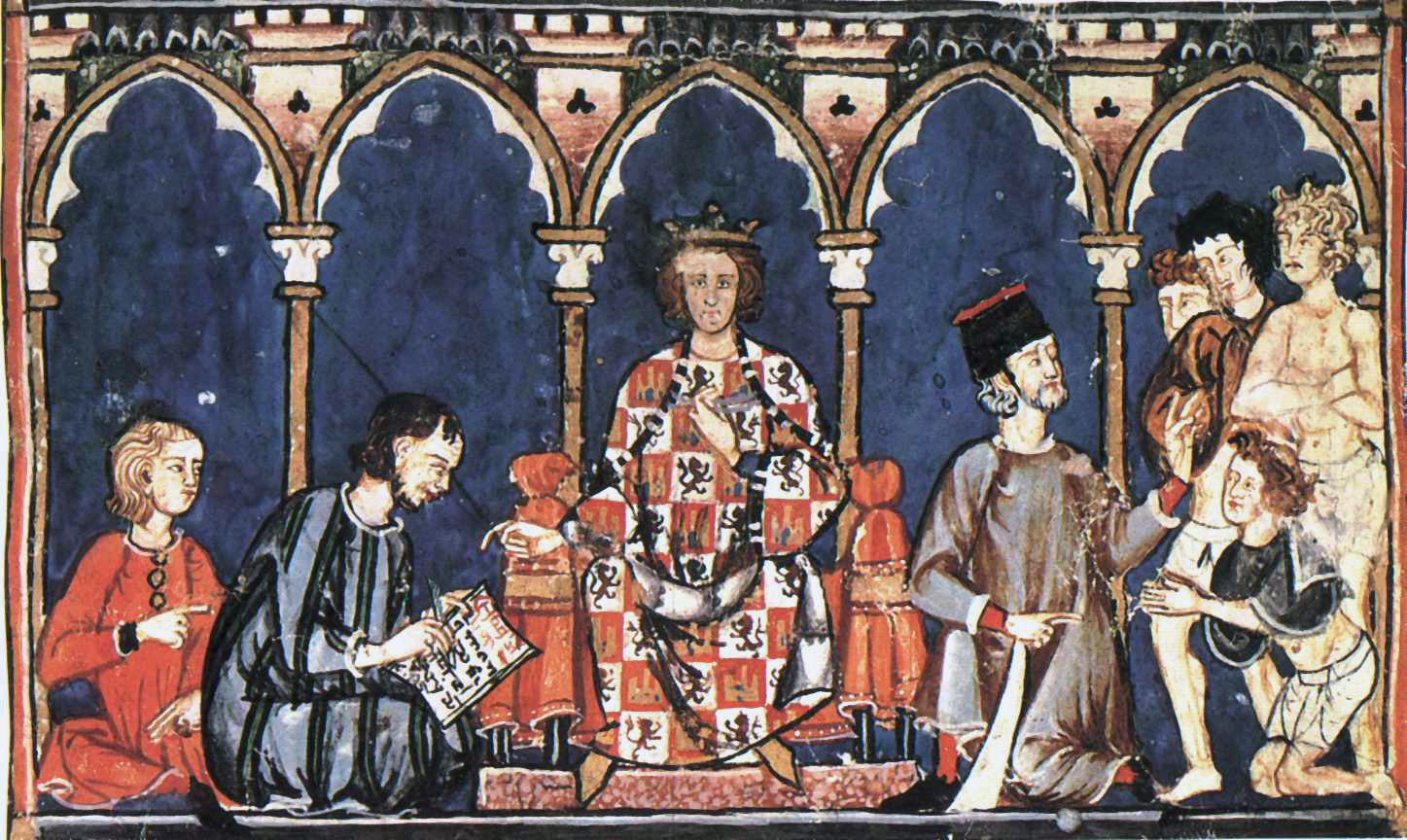
Alfonso X y su corte.

Ruy Fernández, que había sido nombrado juez en la corte del monarca, volvió a quejarse al rey de las actuaciones del abad que, según él, nombraba cargos contra fuero y obligaba a los siervos del cercano convento de San Pedro de las Dueñas a trabajar para el monasterio de Sahagún.
Aunque los problemas con San Pedro fueron resueltos con rapidez, la cuestión de los nombramientos ilegales de cargos quedó pendiente de la decisión real. Durante ese tiempo, Ruy Fernández prosiguió hostigando a los cargos nombrados por el abad y al propio abad.
En 1255, y ante las repetidas quejas del monasterio, Alfonso X decidió dictar sentencia contra Ruy Fernández y sus seguidores, que fueron condenados a la horca. Por otro lado, y para evitar que situaciones similares pudieran repetirse en el futuro, Alfonso X promulgó el 25 de abril de ese mismo año los Novísimos fueros de Sahagún, que otorgarían un mayor peso a la villa en la toma de decisiones, zanjando los enfrentamientos entre burgueses y monasterio.